# Jirō Kumagai
Pour les articles homonymes, voir Kumagai.
Jirō Kumagai (熊谷 二良), ou Takuzō Kumagai (熊谷 卓三), est un acteur japonais, né le 3 novembre 1906 à Nagano, et mort à une date inconnue.

## Carrière cinématographique
Acteur de seconds rôles, Jirō Kumagai a notamment joué dans Les Sept Samouraïs et dans plusieurs films de série Z comme Le Retour de Godzilla. Il a aussi joué dans le premier film japonais de vampire, Vampire Moth (吸血蛾, Kyuketsuki-ga) (1956) de Nobuo Nakagawa.